# Anthidium rubripes
Anthidium rubripes là một loài Hymenoptera trong họ Megachilidae. Loài này được Friese mô tả khoa học năm 1908.